# 麻薩諸塞州律師公會
麻薩諸塞州律師公會（Massachusetts Bar Association (MBA)；麻州律師公會）為美國麻薩諸塞州自願性的非營利律師公會，總部位於波士顿市下城十字區的西街。麻州律師公會亦有麻薩諸塞州西部的辦公處。
公會的目的是藉由促進司法行政、提升法律教育、增進專業卓越與尊重法律，而來為法律專業人士及公眾服務。麻州律師公會也為聯邦各地的不同律師團體、法官及法律專業人士等團體及個人服務。

## 外部連結
- Official website （页面存档备份，存于）